# Archie Mountbatten-Windsor
Archie Harrison Mountbatten-Windsor (nascut el 6 de maig de 2019) és el fill del príncep Enric, duc de Sussex, i de Meghan, duquessa de Sussex. Besnet de la reina Isabel II, és setè en la línia de successió al tron britànic.

## Naixement i família
Archie Harrison Mountbatten-Windsor és el fill del duc i de la duquessa de Sussex. Va néixer a les 05:26 BST (04:26 UTC) el 6 de maig de 2019 a l'Hospital Portland de Londres. Es van il·luminar diverses fites en diferents colors per marcar el naixement, incloses les cascades del Niàgara, la CN Tower i el London Eye. El seu nom es va anunciar el 8 de maig de 2019. El 6 de juliol de 2019 va ser batejat portant la bata reial de bateig per l'arquebisbe de Canterbury a la capella privada del castell de Windsor. Segons Vanity Fair, un dels seus padrins és Isabel May, que treballa en relacions públiques i exdirectora de comunicacions de Burberry.
Archie Mountbatten-Windsor és descendent de la família reial britànica del costat del seu pare i de la classe treballadora i mitjana nord-americana del costat de la seva mare. És ciutadà tant del Regne Unit com dels Estats Units.

## Títol i successió
Un besnet de la reina Isabel II, Archie Mountbatten-Windsor és el setè en la línia de successió al tron britànic. També és hereu dels Dukedom de Sussex, el comte de Dumbarton i la baronia de Kilkeel.
Com el duc de Sussex no és el fill gran del príncep de Gal·les, el seu fill no és príncep britànic ni té l'estil "Altesa Reial". Els seus pares van tenir l'opció d'utilitzar un dels títols filials del príncep Harry, com a comte de Dumbarton, com a cortesia, però van decidir en canvi que seria designat com a mestre Archie Mountbatten-Windsor, d'acord amb el seu desig que creixi com a ciutadà privat.
Recentment, la seva mare Meghan ha desmentit en una entrevista amb Oprah Winfrey la decisió de no donar-li el títol a Archie. Varen ser alguns membres de la casa reial els qui varen decidir que no tindria ni títol ni seguretat, també es parlava de la preocupació que tenien sobre el color de pell que tindria el nen. Els pares, per protegir el seu fill del racisme i toxicitat de la família, van decidir abandonar la casa reial.